# Катастрофа Ил-76 в Луганске
Катастро́фа Ил-76 в Луга́нске — авиакатастрофа украинского военно-транспортного самолёта Ил-76МД, выполнявшего задание по ротации личного состава, доставке боеприпасов и бронетехники для группировки Вооружённых сил Украины, осуществлявшей оборону аэропорта города Луганска от подконтрольных России незаконных вооружённых формирований самопровозглашённой Луганской Народной Республики (ЛНР) в ходе вооружённого конфликта на востоке Украины. Произошла в 00:51 14 июня 2014 года при заходе самолёта на посадку в районе аэропорта. Самолёт был сбит сепаратистами ЛНР и упал около села Красного, в 2 км от взлётно-посадочной полосы (ВПП). На борту самолёта, по данным украинской стороны, находились 49 человек. В результате катастрофы все они погибли. Число потерь, которые Вооружённые силы Украины понесли в результате катастрофы, на тот момент было крупнейшим за всю их историю.
Прокуратура Украины открыла уголовное производство по статье «террористический акт». Президент Украины Пётр Порошенко объявил 15 июня днём траура на Украине в связи с трагической гибелью военнослужащих.
15 июня глава ЛНР Валерий Болотов подтвердил, что самолёт был сбит вооружёнными формированиями ЛНР в связи с тем, что самолёт «нарушил её воздушное пространство»; пресс-секретарь ЛНР Оксана Чигрина сказала, что «нарушение границы и впредь будет караться такими методами».
Катастрофа стала одной из причин митинга протеста, состоявшегося вечером 14 июня у российского посольства в Киеве и вылившегося в массовые беспорядки.

## Предыстория
С мая 2014 года в охране международного аэропорта Луганск были задействованы, в частности, подразделения из состава 25-й отдельной воздушно-десантной бригады.
2 июня в результате удара украинской авиации по зданию областной госадминистрации в Луганске погибло восемь мирных жителей, ещё 28 человек были ранены.
По информации, размещённой на официальном веб-сайте Министерства обороны Украины вечером 2 июня, в течение дня украинская авиация предпринимала активные боевые действия в районе Луганска, оказывая воздушную поддержку военнослужащим Луганского погранотряда, дислоцирующегося на окраине областного центра. По заблокировавшим Луганский пограничный отряд сепаратистам работала армейская авиация и авиация Воздушных сил ВС Украины.
3 июня, выступая на пресс-конференции, лидер ЛНР Валерий Болотов обратился к российским властям с призывом о введении миротворческого контингента на территорию ЛНР или, как минимум, об объявлении воздушного пространства над ЛНР бесполётной зоной.
5 июня было прекращено выполнение регулярных гражданских рейсов в аэропорт Луганска.
В тот же день в Луганский аэропорт совершили рейсы два Ил-76 из состава 25-й транспортной авиабригады, доставив 60-80 человек личного состава и радиооборудование для обеспечения собственных полётов. Всего, по словам главы комиссии Верховной рады по расследованию причин катастрофы Ил-76 Александра Чорноволенко, за первую половину июня в Луганск было осуществлено 19 вылетов военно-транспортной авиации.
В ночь на 8 июня в районе Луганского аэропорта была подорвана электроподстанция. Как сообщалось в социальных сетях, здание аэропорта было обстреляно из автоматического стрелкового оружия, гранатомётов и миномётов, на выездах из Луганска в сторону аэропорта были заложены фугасы, а в 500 м от аэропорта был установлен блокпост.
С 9 июня аэропорт и находившиеся на его территории украинские военнослужащие с вооружением и бронетехникой были полностью блокированы сепаратистами.
В ночь на 14 июня в Луганский аэропорт были направлены три самолёта Ил-76 из состава 25-й транспортной авиабригады с десантниками и бронетехникой. Первый совершил посадку, второй был сбит, а третий, увидев на подходе к Луганску уничтожение второго самолёта, затребовал отмену посадки и повернул обратно.

## Ход событий

### Версия Украины
Военно-транспортный самолёт Ил-76МД Вооружённых сил Украины при посадке в аэропорту «Луганск» был сбит из ПЗРК «Игла». На борту сбитого самолёта находился экипаж из 9 человек и 40 десантников из состава 25-й отдельной воздушно-десантной бригады. Самолётом управлял экипаж из состава 25-й транспортной авиабригады (город Мелитополь Запорожской области) под руководством заместителя командира авиаэскадрильи гвардии подполковника Александра Белого.
По заявлениям украинских официальных представителей, останки погибших и документы были эвакуированы поисково-спасательной группой с места крушения на территорию аэропорта, контролируемую подразделениями ВСУ.
15 июня исполняющий обязанности главы министерства обороны Украины Михаил Коваль заявил, что одной из причин, приведших к гибели самолёта, могло быть предательство со стороны авиадиспетчеров.

### Версия ЛНР
17 июня руководитель ЛНР Болотов заявил, что вооружённые сепаратисты, прибывшие утром 14 июня на место крушения самолёта, не обнаружили ни военной техники, ни фрагментов тел военных. В связи с этим он выдвинул следующую версию: за несколько часов до крушения самолёта в районе аэропорта завязался бой между десантниками из Днепропетровской и Львовской областей, в ходе которого последние якобы «уничтожили тех солдат, которые хотели перейти на нашу сторону», а сбитый самолёт направлялся в Луганск для эвакуации погибших.
Как бы то ни было, останки погибших были вечером 18 июня переправлены через линию фронта и переданы представителям 25-й воздушно-десантной бригады при содействии командира отряда Народного ополчения Донбасса в Горловке Игоря Безлера. Останки были доставлены в Бюро судебно-медицинской экспертизы Днепропетровска, где в течение месяца была проведена их идентификация.

## Последствия
Если до авиакатастрофы аэропорт не принимал лишь гражданские самолёты, то после неё были прекращены все полёты, а сам аэропорт был окружён формированиями ЛНР. 1 июля советник министра внутренних дел Украины Антон Геращенко заявил, что аэропорт Луганска отрезан от поддержки основных сил АТО, подходы к нему заминированы. По утверждению украинской стороны, 14 июля аэропорт был разблокирован, но в течение июля — августа подвергался регулярным обстрелам из артиллерии и танков.
1 сентября 2014 года подразделения ВСУ были отведены из района аэропорта, оставив его в полностью разрушенном состоянии.

## Расследование
Расследованием занимались сразу три структуры — министерство обороны, прокуратура и парламентская комиссия Верховной рады. В начале июля 2014 года глава комиссии Верховной рады по расследованию причин катастрофы Ил-76МД Александр Чорноволенко приводил следующие подробности инцидента, которые были выявлены в ходе расследования: «Установлено, что самолёт сбили на высоте 700—900 метров, на расстоянии 7—9 километров от аэродрома. Самолёт резко снизился и шёл на посадку по пологой траектории. В последний момент включил радионавигационные приборы и, возможно, прожекторы. Самолёты садились с интервалом в 10 минут… Скорее всего, после того как сел первый самолёт, стало понятно, как будет приземляться следующий. Эти данные и использовали стрелявшие». По словам депутата, стреляли по самолёту из ПЗРК «Игла»: одна ракета прошла мимо, другая попала, после чего самолёт был обстрелян из крупнокалиберного пулемёта. «Скорее всего, о подлёте самолёта был сигнал из России, но мог быть и агент среди украинского персонала, хотя об этом знало достаточно мало людей. Даже диспетчеры, которых в соцсетях обвиняют в том, что они предупредили стрелявших, о переправке военных не знали. За первую половину июня на территорию аэропорта было совершено 19 полётов, что достаточно, чтобы разобраться в характере военных перевозок», — сказал Чорноволенко.
18 ноября 2014 года Генпрокуратура выдвинула обвинение в служебной халатности, повлёкшей крушение самолёта Ил-76МД, против первого заместителя руководителя антитеррористической операции — заместителя начальника Генерального штаба генерал-майора Виктора Назарова.
По словам главы парламентской комиссии по расследованию Александра Чорноволенко, суть обвинения, предъявляемого прокуратурой Назарову, состоит в том, что Назаров накануне переброски войск имел информацию о том, что у вооружённых формирований ЛНР появились мобильные ракетные комплексы, способные сбивать самолёты, и при этом он отдал приказ на доставку людей и грузов по воздуху. С другой стороны, по его словам, незадолго до трагедии при попытке прорваться к аэропорту по земле погибли 20 военнослужащих ВСУ. В связи с этим встаёт вопрос — стоило ли вообще удерживать Луганский аэропорт? Этот вопрос, по его словам, касается оценки стратегической ценности аэропорта и относится не к Назарову, а к его руководству.
27 марта 2017 года судом Павлограда генералу Виктору Назарову был вынесен приговор по статье 425 части 3 Уголовного кодекса Украины — 7 лет лишения свободы с сохранением воинского звания.
7 октября 2017 года глава Службы безопасности Украины Василий Грицак заявил на пресс-брифинге, что к уничтожению самолёта Ил-76 причастна частная военная компания Дмитрия Уткина, известного под позывным Вагнер, принимавшая участие в вооружённом конфликте в Донбассе.
В марте 2021 года суд Днепра заочно приговорил экс-главу ЛНР Игоря Плотницкого к пожизненному заключению по делу о крушении самолета. Суд также приговорил к пожизненному заключению двух командиров отрядов сепаратистов ЛНР Андрея Патрушева и Александра Гуреева.

## Память о погибших
14 июня 2014 года в Луганской области, 15 и 16 июня в Днепропетровской области, согласно решениям местных областных государственных администраций, были объявлены днями траура по погибшим в аэропорту Луганска. В дни траура в этих областях были приспущены государственные флаги Украины на зданиях органов государственной власти, органов местного самоуправления и государственных предприятий, а также отменены развлекательные и спортивные мероприятия. Распоряжением председателя Днепропетровской ОГА Игоря Коломойского дни скорби по погибшим военнослужащим в области были продлены на период до 27 июня.
Президент Украины Пётр Порошенко объявил 15 июня днем национального траура по погибшим.
12 июня 2015 года в Мелитополе на территории 25-й транспортной авиабригады был открыт памятник погибшему экипажу Ил-76МД. В Днепропетровске на аллее Небесной сотни по случаю годовщины катастрофы установлены две мемориальные плиты с именами погибших военнослужащих 25-й отдельной воздушно-десантной бригады и членов экипажа самолёта.